# Diacamma tritschleri
Diacamma tritschleri é uma espécie de formiga do gênero Diacamma, pertencente à subfamília Ponerinae.